# Kolsyregasspruta
Kolsyregassprutor går ut på att som drivkraft för vattenstrålen använda kolsyregas vilket gav brandkåren möjlighet att genast påbörja angrepp på branden. Kolsyresprutan utgöres av ett fordon, på vilket förutom även brandredskap medförde ett vattenförråd vilket frampressades genom ett kolsyretryck. 
Kolsyregassprutor började att tillverkas på 1890-talet och levererades först till Österrikes och Tysklands större städer.
Till Sverige levererades för Malmö stads brandväsende den första sprutan av detta slag år 1901 från firman Hampe & C:o i Hamburg. Senare tillverkades dessa sprutor även i Sverige på Billmans sprutfabrik i Stockholm.